# 亞美尼亞斯克
亞美尼亞斯克（羅馬化：Armyans'k，發音：[ɐrˈmʲanʲsʲk] ⓘ，羅馬化：Armyansk）法理上是乌克兰克里米亚自治共和国彼列科普区的城市，事实上为俄罗斯克里米亞共和國的直辖市。該市位於彼列科普地峽，距離首府辛菲罗波尔141公里，始建於1736年，面積16.2平方公里，海拔高度10米，2021年人口数量为20,692人。2014年该市被俄国占领，但俄国的主权宣称并未得到乌克兰和国际社会承认。

## 图集

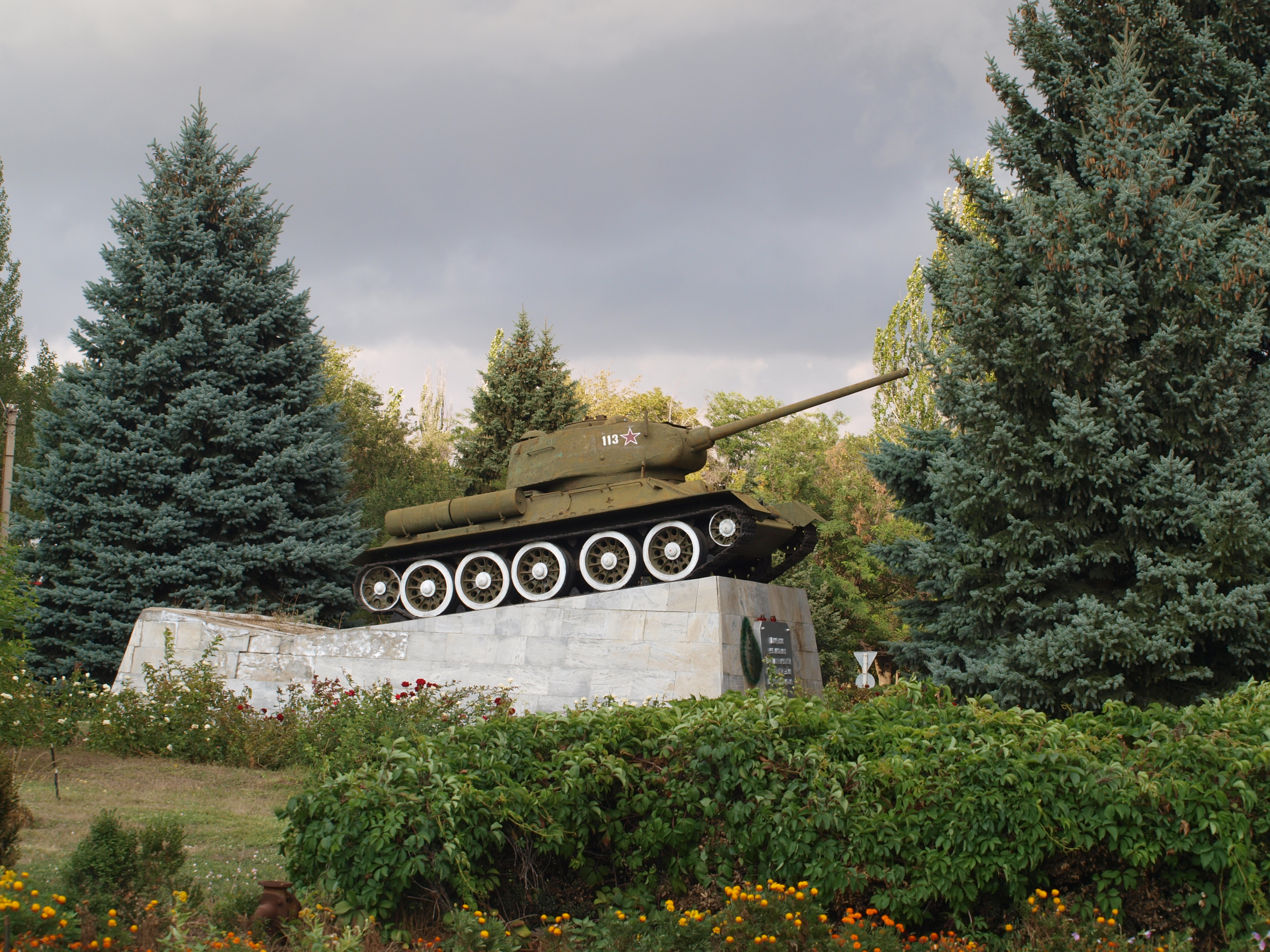